# Leif Strandh
Leif Strandh, född 14 april 1967, är en svensk fotbollsledare och tidigare fotbollsspelare. Han har bland annat meriter från landslagsspel på juniornivå, mångårigt spel i Hammarby IF (där han debuterade i Allsvenskan 1985) därefter tränaruppdrag för flera klubbar. Sedan 2011 är han sportchef i elitsatsande Piteå IF Dam, med representationslaget i Damallsvenskan.

## Biografi

### Tidiga år
Strandh spelade under juniortiden i IFK Stockholm, där han som åttaåring började som målvakt. 1985 bytte han klubb till Hammarby IF A-trupp.
Under åren med Hammarby deltog Strandh även i landslagssammanhang. Han hann med att spela 14 landskamper i olika pojklandslag (1982–83) och 15 landskamper för juniorlandslaget (1984–85). Strandh gjorde på sina landskamper sammanlagt fem stycken pojk- och sex stycken juniorlandslagsmål.

### Spel på seniornivå
Leif Strandh gjorde allsvensk debut för Hammarby 1985. Därefter spelade han med klubben, som de kommande säsongerna omväxlande befann sig i Allsvenskan och divisionen närmast inunder. 1991 spelade han dock för lokalkonkurrenten Djurgårdens IF, men året därpå kom han tillbaka till Hammarby.
När Hammarby 1997 tog steget upp i Allsvenskan igen, valde Hammarby att avsluta kontraktet med Leif Strandh. Han fortsatte som spelare och andretränare i lokallaget Värtans IK. Kort därefter gavs Strandh möjligheten att få provspela med ett kinesiskt proffslag, men konditions- och styrketesterna missades med mycket liten marginal.
Efter en tids fortsatt spel i Värtan fortsatte Strandh som spelare i Bagarmossens BK och sedan till FC Café Opera, som då spelade i division 2. Med Strandh i laget avancerade Fiket därefter till division 1.

### Efter spelarkarriären
Därefter flyttade Leif Strandh till Norrland och fortsatte sina fotbollsaktiviteter i Piteå IF. Där har han efter den aktiva karriären varit aktiv på ledarnivå. En tid var han tränare för herrlaget i division 2 Norrland.
2011 tog han över rollen som sportchef i klubbens elitsatsande damsektion, en roll som han fortfarande innehar 2017.